# Asplenium oblanceolatum
Asplenium oblanceolatum är en svartbräkenväxtart som beskrevs av Edwin Bingham Copeland. Asplenium oblanceolatum ingår i släktet Asplenium och familjen Aspleniaceae. Inga underarter finns listade.